# Estação Bruno Covas/Mendes–Vila Natal
A Estação Bruno Covas/Mendes–Vila Natal, extraoficialmente abreviada apenas para Mendes ou Vila Natal, é uma estação ferroviária, a vigésima da Linha 9–Esmeralda, operada pela ViaMobilidade. Está localizada entre as estações Grajaú e Varginha (sendo esta última o atual terminal sul da linha). A sua construção fez parte de um plano do Governo Estadual de estender a Linha 9–Esmeralda em 4,5 km, até o local onde ficava localizada a antiga Estação Varginha, na extensão operacional da Linha Sul da Fepasa. O trecho foi desativado pela CPTM no final de 2001 "devido à  precariedade da infraestrutura do trecho".

## Demanda
A funcionalidade da estação se deve ao fato dela atender à demanda lindeira por estar localizada próxima a um bairro residencial e possuir vários equipamentos públicos, estabelecimentos e empreendimentos comerciais nas suas redondezas, como o Conjunto Habitacional Parque Residencial Palmares, o Condomínio Residencial Flávia, a Igreja católica Parque das Madres (Irmãs Cabrini), além de diversas escolas de educação de nível Infantil, Fundamental e Estadual (Médio), como a E.M.E.I. Aurélio Buarque de Holanda Ferreira, a E.E. Afrânio de Oliveira, E.E. Herbert Baldus, dentre outras.
Além disso, a estação também fica próxima ao Corredor de Transporte Coletivo da Avenida Senador Teotônio Vilela, um importante eixo de ligação entre os distritos de Parelheiros e Grajaú, na Zona Sul de São Paulo. 

## Histórico
Originalmente, dois consórcios foram contratados na licitação de expansão da linha com um prazo estimado de 18 (dezoito) meses para execução dos serviços, num valor estimado de R$ 350.000.000,00 (trezentos e cinquenta milhões de reais). Mas devido a complicações no financiamento das obras, elas só foram iniciadas em 2013, sendo paralisadas no final de 2016 devido ao fato da licitação ter sido realizada apenas com verba estadual, já que as obras também deveriam ter recebido recursos da União, fazendo com que o Governo Estadual rescindisse o contrato com os consórcios que construíam a extensão.
No dia 17 de abril de 2018, o governador Márcio França autorizou o reinício da obras de extensão da Linha 9–Esmeralda até Varginha, incluindo a construção de 4 (quatro) pontes rodoviárias acima da via férrea para permitir a readequação do viário na região, além do sistema de alimentação elétrica dos trens, somando um investimento total de R$ 25.000.000,00 (vinte e cinco milhões de reais) que foram liberados do Ministério das Cidades. Devido aos atrasos, o custo previsto da obra está estimado em R$ 87 milhões, em um contrato de 30 meses – sendo 18 para as obras e 12 para a operação assistida.
A estação foi entregue no dia 10 de agosto de 2021, ainda com obras de acabamento em seu entorno. Durante a inauguração, o governador João Doria afirmou que iria rebatiza-la com o nome Bruno Covas, em homenagem póstuma ao ex-prefeito de São Paulo, que havia morrido em maio daquele ano. Seis dias depois, foi publicado o decreto estadual nº 65.925, alterando o nome da estação para Bruno Covas/Mendes–Vila Natal.
Em 20 de abril de 2021 foi concedida para o consórcio ViaMobilidade composto pelas empresas CCR (atual Motiva) e RUASinvest, com a concessão para operar a linha por trinta anos. O contrato de concessão foi assinado e a transferência da linha foi realizada em 27 de janeiro de 2022.

## Características
Estação elevada com uma plataforma central no piso superior com acesso principal, mezanino e as bilheterias no piso inferior. Ela possui ítens de acessibilidade como elevadores, escadas rolantes, pisos podotáteis e corrimãos com comunicação em Braille. Além disso, também há um bicicletário anexo à estação.
| Sigla | Estação                       | Inauguração          | Integração               | Plataforma | Posição | Notas                        |
| ----- | ----------------------------- | -------------------- | ------------------------ | ---------- | ------- | ---------------------------- |
| MVN   | Bruno Covas/Mendes–Vila Natal | 10 de agosto de 2021 | Bilhete Único da SPTrans | Central    | Elevada | Estação construída pela CPTM |

## Diagrama da estação
|  | ↓ a ↓ |

| 1 |

|  | ↑ b ↑ |

|  | ↓ a ↓ |

| 1 |

|  | ↑ b ↑ |

|  | ↓ a ↓ |

| 1 |

|  | ↑ b ↑ |

|  | ↓ a ↓ |

| 1 |

|  | ↑ b ↑ |